# Волковцы (Гродненская область)
Волковцы (бел. Воўкаўцы) — деревня в Лидском районе Гродненской области Беларуси. Входит в состав Дубровенского сельсовета. Расположена в 15 км от города Лиды, в 15 км от одноименной железнодорожной станции, в 137 км от Гродно. Население — 26 человек (2015).

## Административное устройство
Входила в состав Бердовского сельсовета. С 17 марта 2023 года входит в состав Дубровенского сельсовета.

## География
Возле деревни начинается река Ведровка.

## История
Впервые упоминается в 1861 году в составе Бердовского сельского общества Лидского повета Лидской волости Виленской губернии. В 1884 году в деревне работала школа грамоты.
В сентябре 1915 года во время Первой мировой войны была оккупирована германскими войсками. С января 1919 года в составе БССР. С апреля 1919 года захвачена польскими войсками, с июля 1920 года освобождена Красной армией, с сентября 1920 года — снова польскими войсками.
С 1921 года в составе Польши в Желудокской гмине Лидского повята Новогрудского воеводства. В 1939 году снова в составе БССР.
С 4 декабря 1939 года в составе Барановичской области, с 15 января 1940 года в Лидском районе, с 12 октября 1940 года в Бердовском сельсовете.
C конца июня 1941 года по середину июля 1944 года была оккупирована немецко-фашистскими войсками.
С 20 сентября 1944 в составе Гродненской области.
С 1992 года в составе колхоза «Бердовка», в 2002 году колхоз преобразован в одноимённое частное унитарное агропредприятие. С 2005 году в составе коммунального сельскохозяйственного унитарного предприятия «Бердовка-Агро».

## Население
Население деревни на 2015 год составляло 26 человек.
| 1897 | 1908  | 1921  | 1940  | 1960  | 1992 | 2004 | 2009 | 2012 | 2015 |
| ---- | ----- | ----- | ----- | ----- | ---- | ---- | ---- | ---- | ---- |
| 218  | ▲ 224 | ▼ 180 | ▲ 247 | ▼ 225 | ▼ 90 | ▼ 60 | ▼ 35 | ▲ 37 | ▼ 26 |

## Галерея

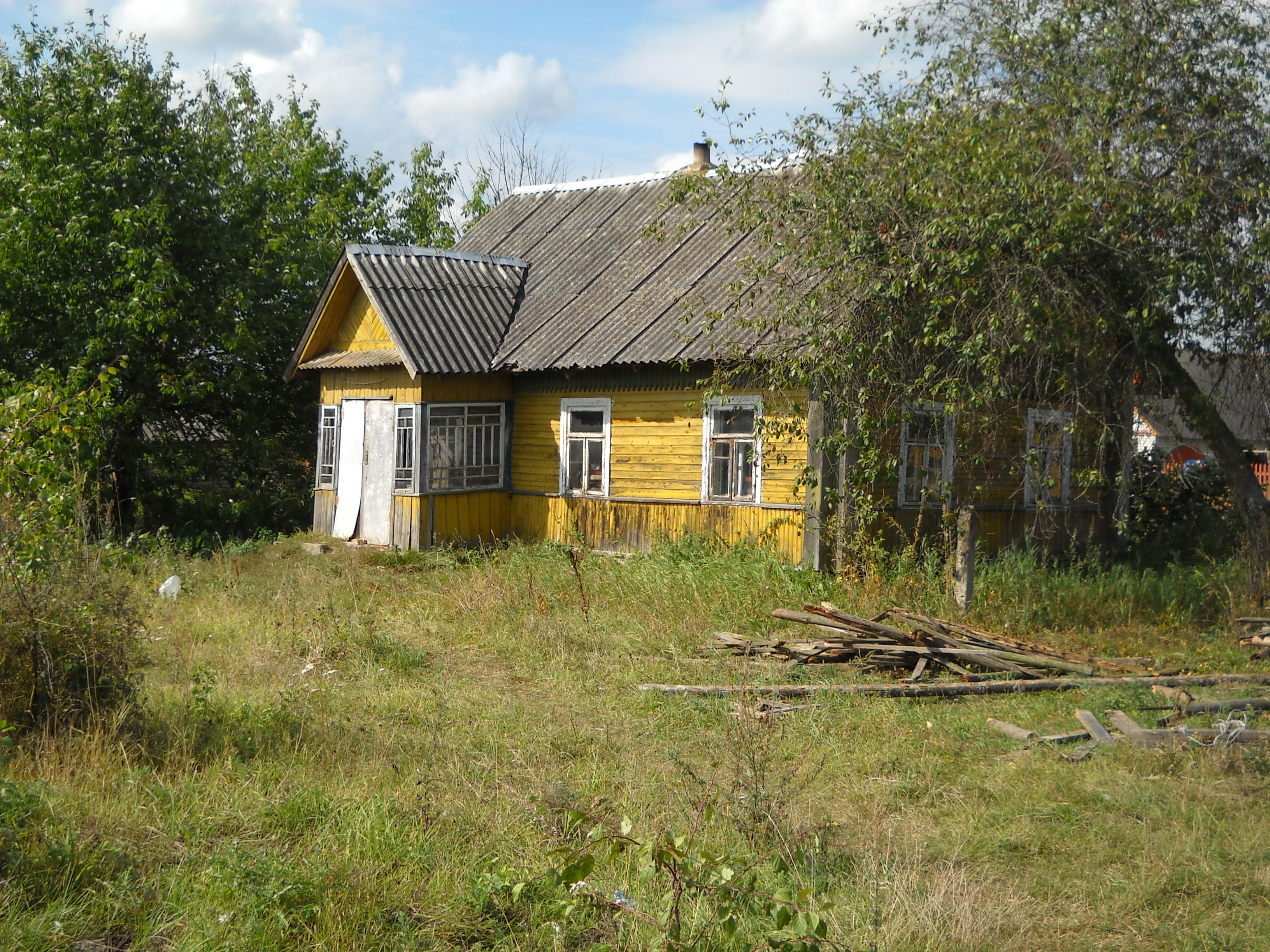
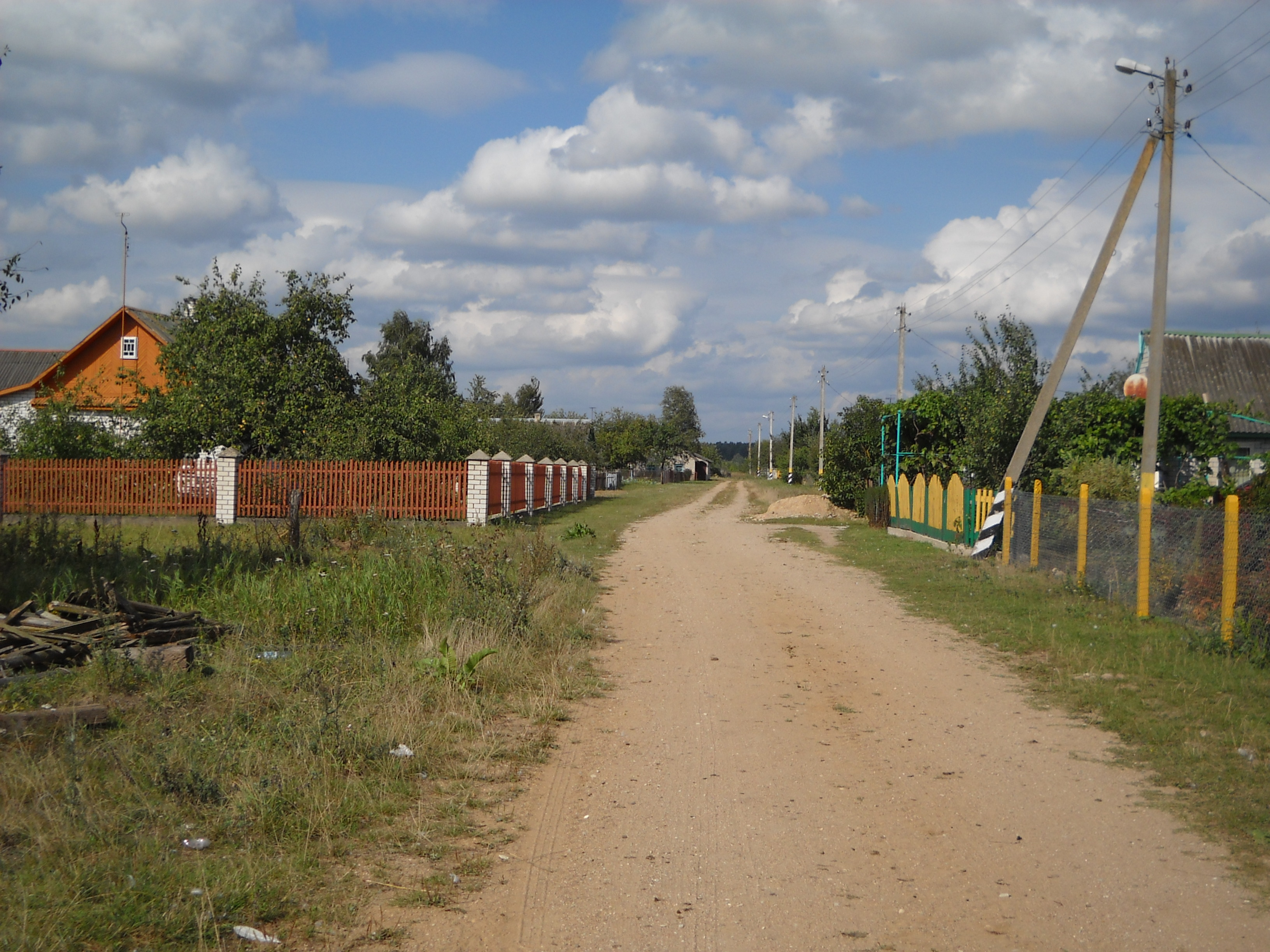
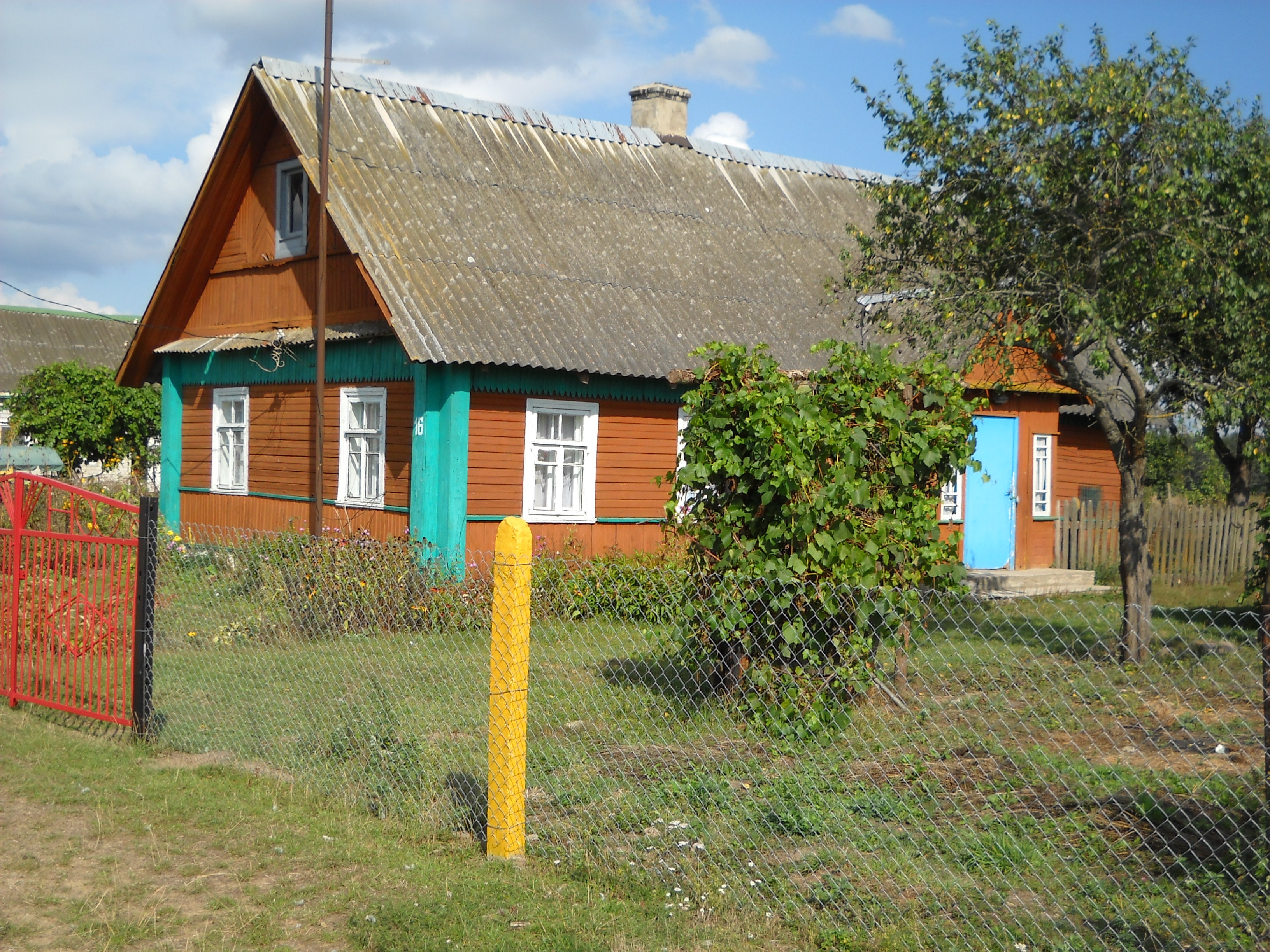
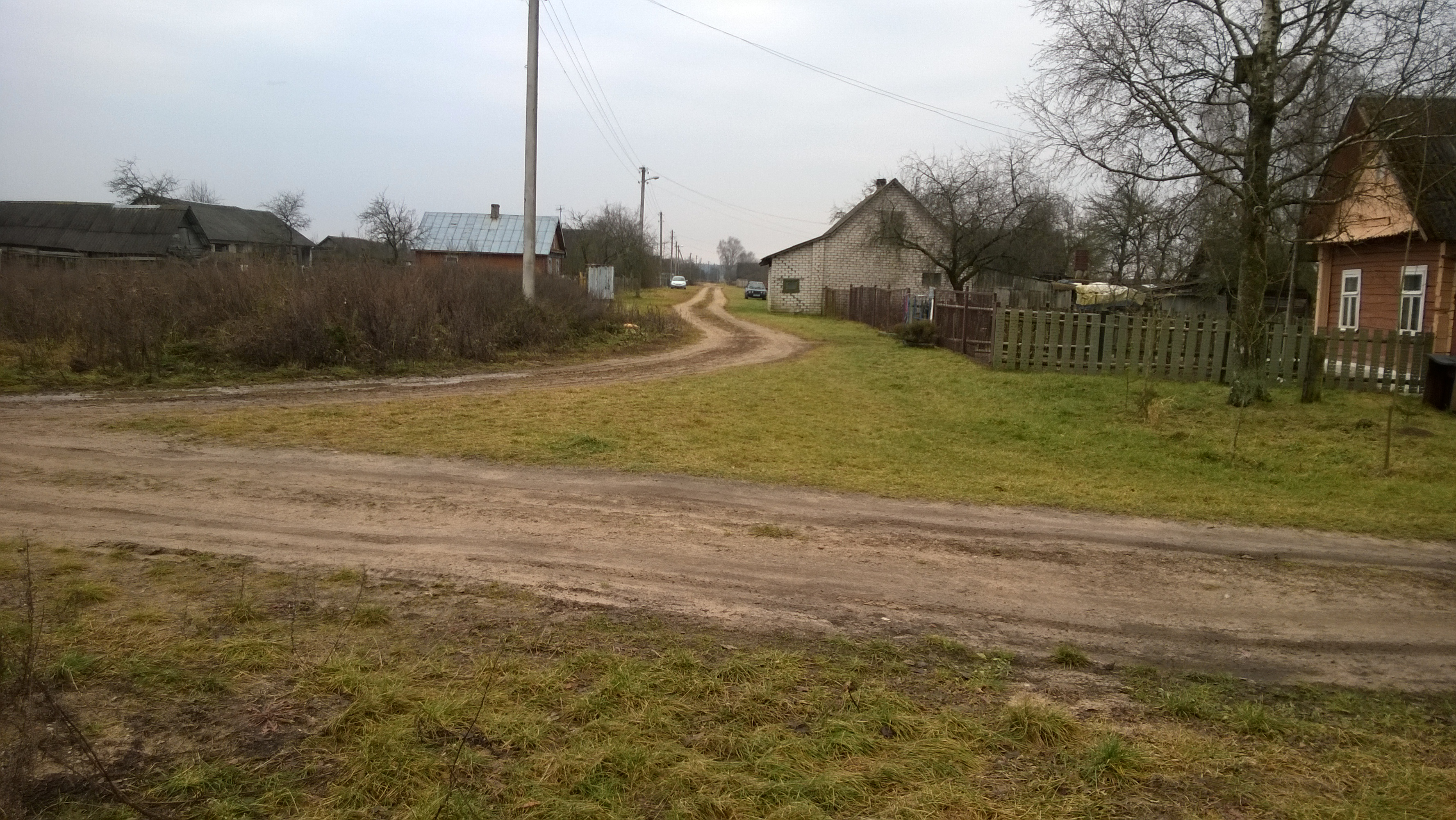
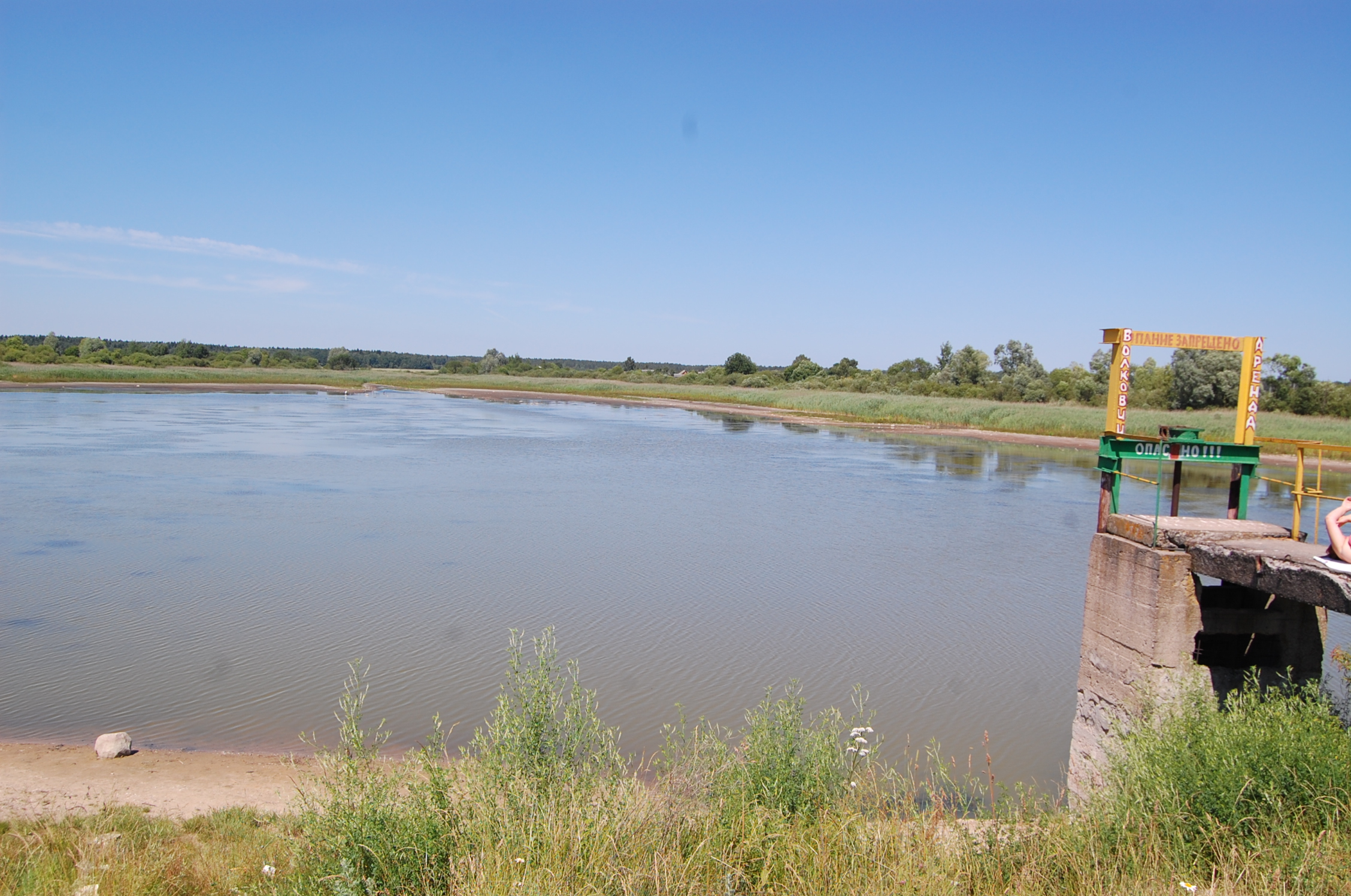